# Parc de la Bouillie
 (mars 2022).
La mise en forme du texte ne suit pas les recommandations de Wikipédia : il faut le « wikifier ».
Les points d'amélioration suivants sont les cas les plus fréquents. Le détail des points à revoir est peut-être précisé sur la page de discussion.
- Les titres sont pré-formatés par le logiciel. Ils ne sont ni en capitales, ni en gras.
- Le texte ne doit pas être écrit en capitales (les noms de famille non plus), ni en gras, ni en italique, ni en « petit »…
- Le gras n'est utilisé que pour surligner le titre de l'article dans l'introduction, une seule fois.
- L'italique est rarement utilisé : mots en langue étrangère, titres d'œuvres, noms de bateaux, etc.
- Les citations ne sont pas en italique mais en corps de texte normal. Elles sont entourées par des guillemets français : « et ».
- Les listes à puces sont à éviter, des paragraphes rédigés étant largement préférés. Les tableaux sont à réserver à la présentation de données structurées (résultats, etc.).
- Les appels de note de bas de page (petits chiffres en exposant, introduits par l'outil «  Source ») sont à placer entre la fin de phrase et le point final[comme ça].
- Les liens internes (vers d'autres articles de Wikipédia) sont à choisir avec parcimonie. Créez des liens vers des articles approfondissant le sujet. Les termes génériques sans rapport avec le sujet sont à éviter, ainsi que les répétitions de liens vers un même terme.
- Les liens externes sont à placer uniquement dans une section « Liens externes », à la fin de l'article. Ces liens sont à choisir avec parcimonie suivant les règles définies. Si un lien sert de source à l'article, son insertion dans le texte est à faire par les notes de bas de page.
- La présentation des références doit suivre les conventions bibliographiques. Il est recommandé d'utiliser les modèles {{Ouvrage}}, {{Chapitre}}, {{Article}}, {{Lien web}} et/ou {{Bibliographie}}. Le mode d'édition visuel peut mettre en forme automatiquement les références.
- Insérer une infobox (cadre d'informations à droite) n'est pas obligatoire pour parachever la mise en page.

Pour une aide détaillée, merci de consulter Aide:Wikification.
Si vous pensez que ces points ont été résolus, vous pouvez retirer ce bandeau et améliorer la mise en forme d'un autre article.
Le parc de la Bouillie, parfois appelé la boire de Blois, est un espace inondable, en cours d’aménagement en parc urbain, situé au sud de Blois, dans le Loir-et-Cher. Il constitue une zone tampon semi-naturelle entre le quartier Vienne, protégé par des digues, et les communes de Saint-Gervais-la-Forêt et de Vineuil, quant à elles construites sur le coteau sud de la vallée de la Loire.
Avec le parc des Mées et le parc de l'Arrou, il est le 3e plus grand espace vert de la ville de Blois.

## Toponymie
Le nom de « Bouillie » s'appliquait initialement à une ferme située au niveau de l'actuel échangeur entre la D951 et la voie rapide, au début du pont Charles-de-Gaulle.
Par métonymie, ce terme désigne communément l'espace situé hors de l'enceinte des digues entourant Blois-Vienne par l'est et le sud.
Le terme de « boire », terme traditionnel du Val de Loire au sens proche de « déversoir », est également utilisé par les locaux pour désigner la plaine inondable.

## Géographie

### Généralités
La plaine de la Bouillie est cernée par :
- au Nord, la Loire et la route D 951 ;
- à l'Est, par la voie rapide et la Noue (affluent du Cosson) ;
- à l'Ouest, par les digues de Blois-Vienne et la rue des Ponts-Chartrains ;
- au Sud, par le Cosson.

### Hydrographie
Hors période de crue, le parc de la Bouillie se trouve bordé par trois cours d'eau, à savoir le fleuve de la Loire, la rivière du Cosson, et le ruisseau de la Noue.

## Histoire

### Le chenal ligérien

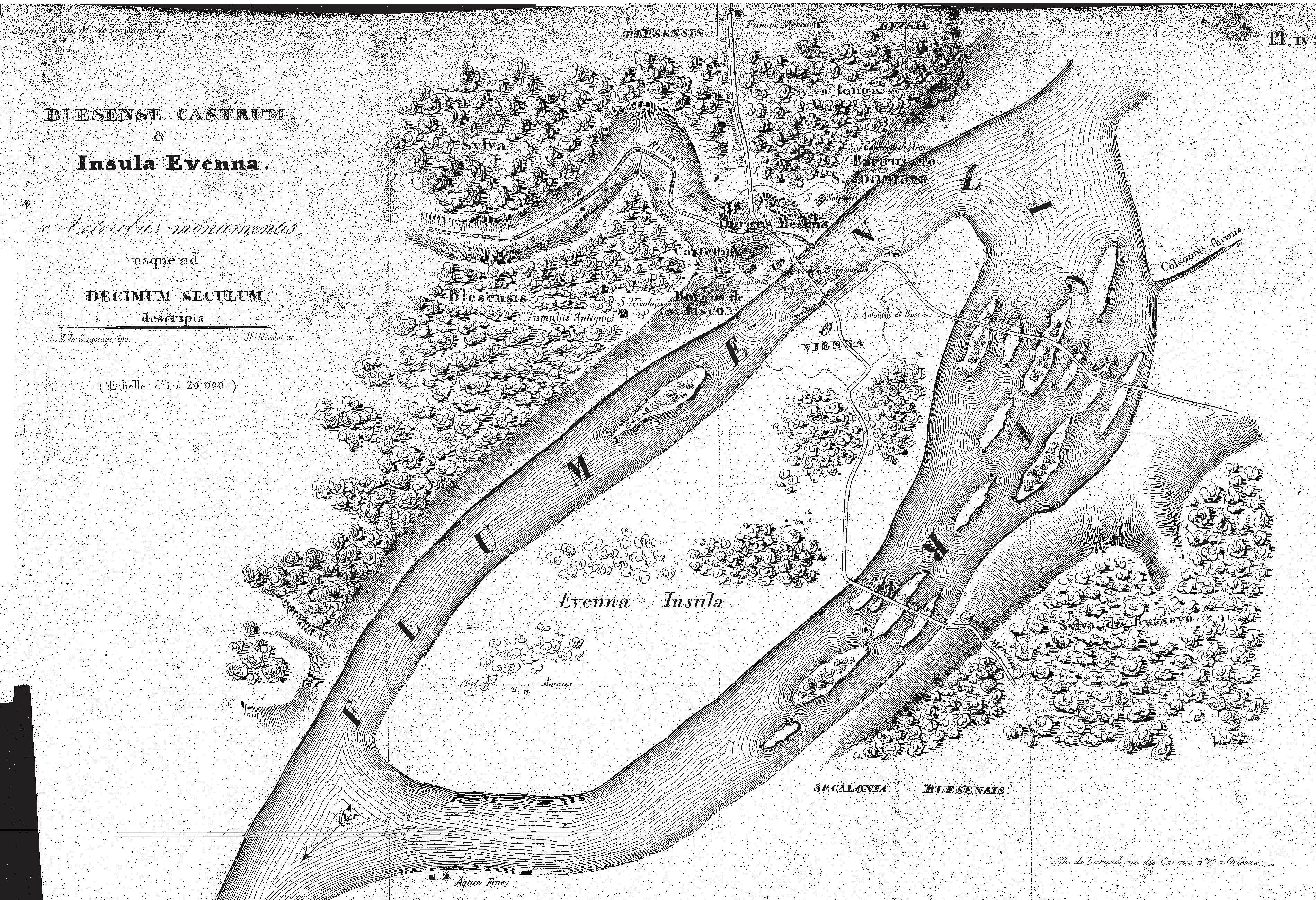
La Bouillie en tant que bras secondaire de la Loire, sur une carte de l’île de Vienne

Jusqu’au XVIIIe siècle, la Bouillie est d’abord un bras secondaire de la Loire, soit constamment inondé, soit de nature plutôt marécageuse. Le chenal fut chevauché de divers ponts reliant le faubourg de Vienne et à la rive gauche de la Loire, notamment les ponts Chartrains allant vers Vineuil ainsi que les ponts Saint-Michel vers Saint-Gervais-la-Forêt.
Administrativement, la Bouillie relevait de la seigneurie de Vineuil.
Dans le cadre de la construction du pont Jacques-Gabriel à partir de 1717, les levées entourant Blois-Vienne sont renforcées. C’est ainsi que, la même année, le chenal de la Bouille est asséché par une digue érigée au début du bras ligérien, concentrant le fleuve sur un unique lit sur toute sa traversée à Blois.

### Le déversoir d’urgence
Après la construction en 1717 d’une digue légèrement plus petite que les levées entourant Vienne, le secteur de la Bouillie est converti en déversoir inondable en cas de crue. Cet effort architectural s'est cependant avéré insuffisant face à l’ampleur des crues centennales qui se succédèrent au XIXe siècle : d’abord en 1846, puis en 1856 (la pire depuis 1789), ainsi qu'en en 1866.
Au XXe siècle, la Bouillie n'a été inondée que lors de la  crue de la Loire de 1907 et celle de 1922.
Les études les plus récentes estiment que l'absence de ce déservoir représenterait une surélévation de la ligne d'eau d'environ 30 cm au niveau du pont Jacques-Gabriel.
Dans son état actuel, le déversoir est totalement inondé lorsque la Loire atteint les 4,90 m au niveau du pont Jacques-Gabriel, ou lorsque le Cosson atteint les 3 m au niveau de Chailles.

### Le camp d'entraînement militaire
Pendant la Première Guerre mondiale, la Bouillie a servi de camp d'entraînement pour les nouvelles recrues de l'armée.

### Les premiers aménagements
Dans les années 1980, des habitations ont commencé à être construites sur le site de la Bouillie mais, surtout, à l’extérieur de l’enceinte des digues de protection et, donc, sur terrain inondable,. Y sont aménagés un parc des expositions, un hippodrome, des terrains de football, des jardins familiaux, ainsi que des habitations. La mairie remporta non sans mal gain de cause contre les nouvellement propriétaires ou occupants de ces logements, invités à ne pas investir cette zone inondable. Depuis, d’autres équipements ont été construits dans l’enceinte des levées, comme la piscine Aggl’eau ou les courts de tennis municipaux.
En 2021, sur l'ensemble des 143 logements construits, 132 ont été acquis par la ville, dont 128 ont été démolis. Aujourd'hui, les gens du voyage représentent la principale résistance au projet de réhabilitation.

### Le parc urbain
En 2021, la municipalité a annoncé l’aménagement du site de la Bouillie en parc urbain et naturalisé, aménagé d’espaces de pâturages et de pistes pédestres et cyclables,,.
Le projet consiste alors à conserver la fonction de déversoir en cas de crue tout en valorisant cet espace et sa biodiversité le reste du temps. Si les conséquences du dérèglement climatique sur la fréquence et la puissance des crues ligériennes sont encore mal connues, la crue exceptionnelle du Cosson du 2 juin 2016, a rappelé que la Bouillie n'est pas seulement sujette aux caprices de la Loire, ce qui a naturellement renforcé son importance pour protéger le quartier dans son ensemble.